# Damnagar
Damnagar é uma vila no distrito de Amreli, no estado indiano de Gujarat.

## Geografia
Damnagar está localizada a 21° 42′ N, 71° 31′ L. Tem uma altitude média de 136 metros (446 pés).

## Demografia
Segundo o censo de 2001, Damnagar tinha uma população de 16 714 habitantes. Os indivíduos do sexo masculino constituem 53% da população e os do sexo feminino 47%. Damnagar tem uma taxa de literacia de 66%, superior à média nacional de 59,5%: a literacia no sexo masculino é de 73% e no sexo feminino é de 59%. Em Damnagar, 14% da população está abaixo dos 6 anos de idade.